# In cattività
In cattività è un album dei Quintorigo uscito in Italia nel 2003.

## Tracce
1. Illune (ninna nanna) - 3:34
2. Neon–Sun - 3:40
3. Clap Hands - 4:45
4. Bogliasco - 1:23
5. U.S.A. e getta - 5:12
6. Мужество и скорость - 0:51
7. Dimentico - 3:14
8. Night and Day - 4:07
9. Deux Heures de Soleil – deux - 4:31
10. Raptus (il signore inesistente) - 2:05
11. Rap-Tus - 4:14
12. Raptus (la dimora inaccessa) - 3:40
13. Darn That Dream - 7:10
14. Illune - 5:40

- Zahra (ghost track 1) - 3:45
- Raptus (ghost track 2) - 5:45
- Illune (versione strumentale) (ghost track 3) - 5:40

## Curiosità
Alcune tracce di questo album sono state utilizzate come colonna sonora per il film La forza del passato (2002), diretto da Piergiorgio Gay.